# Mai Tai
Mai Tai là một loại cocktail dựa trên rượu rum, rượu mùi Curaçao, xi-rô cực nhanh và nước cốt chanh, kết hợp với trang trí theo phong cách Polynesia.

## Lịch sử
Victor J. Bergeron là người đã tuyên bố phát minh ra Mai Tai vào năm 1944 tại nhà hàng của ông, Trader Vic's ở Oakland, California. Trước Trader Vic đã có Donn Beach tuyên bố lần đầu tiên tạo ra món này vào năm 1933, một người làm lâu năm nói rằng Beach thực sự dựa trên ly cocktail QB Cool của Vic. Công thức của Don the Beachcomber phức tạp hơn so với Vic và một số người tin rằng là do thị hiếu khá khác nhau. Những người khác cho rằng do thành phần mà chúng có vị khá giống nhau.
Tên được cho là lấy từ maita'i, từ trong tiếng Tahiti có nghĩa là "tốt" hoặc "xuất sắc", mặc dù thức uống này thường được đánh vần là hai từ, đôi khi được gạch nối hoặc viết hoa.

## Công thức
Hầu hết các công thức pha chế hiện tại cho Mai Tai dựa trên công thức 1944 của Trader Vic bao gồm rượu rum, nước cốt chanh, xi-rô thơm và rượu mùi cam (điển hình là cam curaçao). Các biến thể khác bao gồm việc bổ sung falernum, bitters, grenadine, cam và nước ép bưởi, v.v. Nhiều cuốn sách khác nhau của Victor Bergeron đã mô tả bằng cách sử dụng rượu rum từ Jamaica cũng như từ Martinique, cách sử dụng hiện nay là Rhum Agricole. Như đã lưu ý trong Smuggler's Cove của Martin Cate và Rebecca Cate, rums Martinique được Bergeron sử dụng trong những năm 1950 chắc chắn không phải là rumsoleole. Rums đôi khi được thêm vào để tạo ra các laoi uống mạnh hơn, nhưng Cate giải thích pha chế theo "cách cũ" là để phục vụ yêu cầu của khách hàng.

## Văn hóa
Mai Tai đã trở thành một loại cocktail phổ biến trong thập niên 50-60 của nhiều nhà hàng, đặc biệt là các nhà hàng hoặc quán bar theo văn hóa tiki. Mai Tai cũng nổi bật trong bộ phim của Elvis Presley, Blue Hawaii.
Ngày nay, Mai Tai đồng nghĩa với văn hóa Tiki cả quá khứ và hiện tại.
Kể từ năm 2008, chuỗi nhà hàng của Trader Vic bắt đầu mở các cơ sở nhỏ gọi là Mai Tai Bars chủ yếu phục vụ các loại cocktail và Pu pu (món khai vị).